# Días felices en el infierno
Días felices en el infierno (publicado originalmente como My Happy Days in Hell) es una novela autobiográfica de György Faludy. Fue publicada en 1962 en Londres, donde se refugió desde que, con ocasión de la revolución húngara de 1956, decidió exiliarse. En la obra, Faludy cuenta las vicisitudes padecidas durante el arresto, juicio y, sobre todo, su estancia en el gulag o campo de trabajos forzados de Recsk de 1949 hasta su salida en 1953. Pronto aparecieron las versiones alemana (Meine glückliche Zeit in der Hölle), francesa (Les Beaux Jours de l'enfer) y otras. En cambio, el original en húngaro (Pokolbéli víg napjaim) sólo pudo ser publicada en su país en 1987, tras la caída del comunismo de estado en los países de Europa del Este.
La edición en español (Días felices en el infierno) data del año 2014.

## Argumento

### Arresto y juicio
Sólo unos pocos años después del regreso de Faludy a Hungría en 1946, tras la Segunda Guerra Mundial, el gobierno de Mátyás Rákosi acabó con los últimos restos de democracia, siguiendo el modelo soviético. En 1949, por ejemplo, el político comunista László Rajk fue condenado y ahorcado bajo falsas acusaciones.
Poco después, la policía detuvo a Faludy. Durante el interrogatorio, György sabiamente firmó su confesión de culpabilidad, redactada ya antes de su arresto. Él sabía que no merece la pena negar la falsa acusación. Por eso, reconoció sin apenas sufrir maltrato que él era un espía al servicio de los EE. UU. y dio los irónicos nombres de sus “superiores”: el comandante Walt Whitman, el capitán Edgar Poe y el teniente Zebulon Edward Bubbel. Este último es el nombre del diablo en una obra de Thomas Mann. De esta manera quiso enviar un mensaje al exterior, ciertamente a algunos periodistas occidentales, respecto a lo amañado de su juicio. En la cárcel fue informado de que al día siguiente, de madrugada, sería ahorcado. Pero, por razones de seguridad del Estado húngaro, el coronel Károlyi Márton decidió condenarle a trabajos forzados en el gulag o campo de concentración de Recsk durante “x” años.

### En el gulag
Faludy comprendió en seguida que “x” son tantos años como sean necesarios para acabar con su vida. El médico del gulag, también prisionero, le aseguró que ningún interno suele vivir más de nueve meses; la mayoría ni siquiera seis meses.
Para György no hay ninguna diferencia esencial entre los campos de exterminio nacionalsocialistas y los nacionalcomunistas. La única diferencia en Recsk respecto a los campos nazis es la ausencia de cámaras de gas. No son necesarias. Basta con las técnicas adecuadas para acabar con los cautivos: la desnutrición, la explotación laboral y el maltrato psicológico (las continuas humillaciones, la inoculación de la desesperanza y la negación de su dignidad y de su humanidad) les hacen enfermar y morir. De cara a las familias, eventualmente a los medios de comunicación, los penados fallecen por causas “naturales”.
Faludy reflexiona y recuerda a Sócrates y a los yoguis de la India. Ellos sobreviven sin apenas comida gracias a la espiritualidad, a la fuerza mental. Faludy convenció a algunos de sus prójimos de ejercitar la mente, como medio para mantener la esperanza en la futura libertad. Cada tarde, después del trabajo agotador, en vez de caer sobre sus catres, cada uno de ellos deben hablar sobre un tema, componer versos, memorizarlos, discutir,… al menos durante una hora. Cada uno instruye a los demás sobre lo que sabe: cómo ahorrar energía, qué comestibles hay bajo la tierra del campo de concentración, etc… Después de un año, después de dos años, todos ellos viven aún. Aquellos que dejaron de trabajar el intelecto habían muerto. Los policías comprenden que Faludy, de alguna manera, contribuye al “milagro”. En consecuencia, ellos le aíslan, le reducen la alimentación a 420 calorías por día, le golpean regularmente, etc… Faludy se va quedando en los huesos, pero persiste en la meditación, en la composición de poemas y en su memorización, etc… durante el tiempo suficiente para salvarse. Aguanta hasta la muerte de Stalin, el “Padre de los Pueblos”, el 13 de marzo de 1953. Entonces, los funcionarios temieron por su futuro (el de ellos) y comienzan a cuidar al cautivo Faludy. Le sacan de su celda de aislamiento, le alimentan convenientemente… y le piden que “cuando sea ministro”, no se olvide de ellos, de quienes le "salvaron" de una muerte segura. Seis meses después, se reconoció la injusticia cometida contra él, se le pidió perdón y se le puso en libertad.

### Conclusiones
Faludy reflexiona sobre el origen del “gulag”. Denuncia los estados autoritarios que planifican detenciones “preventivas” y establecen el control por el terror sobre aquellos ciudadanos que “podrían hacer” algo. Según él, cuando los intereses y motivos “colectivos” o de estado se imponen por encima de los derechos de los ciudadanos, se están fijando las bases de un sistema que conduce al horror de los campos de concentración.
Ninguna diferencia esencial existe entre los campos de exterminio nacionalsocialistas o nacionalcomunistas. Parte de los funcionarios de los “gulags” ya prestaron sus servicios en los campos de exterminio nazis antes del fin de la Segunda Guerra Mundial. Es absurdo pedirles compasión. Los policías, torturadores y verdugos son instrumentos del estado. Odiarlos es tan vano como odiar las pinzas del odontólogo. Ellos pueden destruir los cuerpos de los internos pero no pueden controlar sus mentes. En el campo de concentración se establece una batalla entre los cautivos y los guardianes del estado en torno a la fe en la libertad. Los primeros deben ejercitar el intelecto. Los segundos tratan de erradicar la esperanza. La persona atormentada puede escapar del espacio de los que dominan su cuerpo y refugiarse en el baluarte espiritual de su mente, en su “castillo interior” (según el título de la obra de Santa Teresa de Jesús).

## Ediciones
- György Faludy Días felices en el infierno, Editorial Pepitas de Calabaza y Fulgencio Pimentel, 2014. ISBN 978-84-16167-05-0